# 快乐人生
《快乐人生》（英語："The Unnatural"）是美国科幻电视剧《X档案》第六季的第19集，于1999年4月25日通过福克斯电视网在美国首播。节目由男主角大卫·杜考夫尼编剧并导演，属“每周怪物”系列作品，同主线剧情的层层谜团没有联系。本集首播的尼尔森家庭收视比率为10.1，约有1688万户观众收看。《快乐人生》不但获得电视评论员好评，还得到剧组成员及其他演员认可，包括电视剧主创人克里斯·卡特和女主角吉莲·安德森。
联邦调查局特工福克斯·穆德和丹娜·斯嘉丽受命调查人称“档案”的悬案，这些案件大多同超自然现象有关。穆德相信有超自然现象存在，但斯嘉丽对此抱怀疑态度，希望能证明实情并非如此，两人逐渐成为朋友。前联邦调查局探员亚瑟·戴尔斯的弟弟向穆德讲述20世纪40年代新墨西哥州罗斯威尔的往事，当地黑人球员乔什·埃克斯利实际上是外星人，因为热爱棒球留在地球，最后被外星赏金猎人追杀至死。
《快乐人生》的剧情灵感和大量情节都与罗斯威尔棒球史紧密相关，还受到1947年罗斯威尔飞碟坠毁事件的显著影响。杜考夫尼看过杰西·马丁在音乐剧《吉屋出租》和律政剧《艾莉的異想世界》中的演出后决定请他出演埃克斯利。原定扮演戴尔斯的达伦·麦克加文因中风离场，由沃尔什代替，但杜考夫尼必须改写剧情。许多室外棒球桥段是在加利福尼亚州安大略的全木结构杰伊·利特尔顿球场取景，道具组还花费高价搭建剧中需要的银行。《快乐人生》的童话式结构、涉及种族主义和社会异化的主题，以及剧中牵涉的文学典故都是评论关注焦点。

## 剧情
1947年，新墨西哥州罗斯威尔多名男子在一起打棒球，其中既有黑人也有白人。一帮三K党徒骑马前来，寻找其中很会打球的黑人球员乔什·埃克斯利（Josh Exley，杰西·马丁饰）。其他球员愤起抗争，为首的三党徒被人取下面具，显示他居然是外星人。
1999年，联邦调查局特工福克斯·穆德（Fox Mulder，大卫·杜考夫尼饰）和丹娜·斯嘉丽（Dana Scully，吉莲·安德森饰）检视20世纪40年代的罗斯威尔报纸寻找线索。穆德发现报导上有亚瑟·戴尔斯（Arthur Dales）年轻时的照片（弗瑞德里克·林恩饰），戴尔斯正是档案部门首任调查员，同时照片上还有乔什·埃克斯利和能够变成他人形象的外星赏金猎人（布莱恩·汤普森饰）。穆德前往华盛顿哥伦比亚特区寻找戴尔斯，但只找到他的同名弟弟（·埃梅特·沃尔什饰）。
戴尔斯告诉穆德1947年他首次遇到埃克斯利的经历。戴尔斯当时在罗斯威尔警察局工作，受命保护埃克斯利，并坐上球队的大客车跟随埃克斯利前往各地，但埃克斯利对此似乎不大情愿。某天晚上，戴尔斯看到窗户上埃克斯利熟睡时的影子像是外星人。次日，埃克斯利在比赛时被球打中头部，然后开始用某种奇怪的语言说话，过了一会儿才恢复正常。此后，戴尔斯又发现埃克斯利休息时枕住流血头部的位置存在绿色神秘渗出物。
戴尔斯决定前往埃克斯利的故乡乔治亚州梅肯调查，发现当地五年前有同名男孩失踪。当晚，戴尔斯听到埃克斯利的酒店房间传来异响后破门闯入，发现对方显现的外星人形态。埃克斯利告诉戴尔斯，自己本不能与人类有太多接触，但真心爱上棒球运动，选择留在地球。外星赏金猎人一直在追捕叛变的外星人，还变成埃克斯利的模样杀害研究绿色渗出物的科学家。戴尔斯告诉埃克斯利他正被警察通緝，埃克斯利于是躲藏起来。
镜头回到节目开始的时候，三党头目就是前来刺杀埃克斯利的外星赏金猎人，要求他临死前显出本体。埃克斯利拒绝，然后被赏金猎人杀害，但他身上流出的血呈红色，和人类的血一样。

## 制作

### 构想和编剧

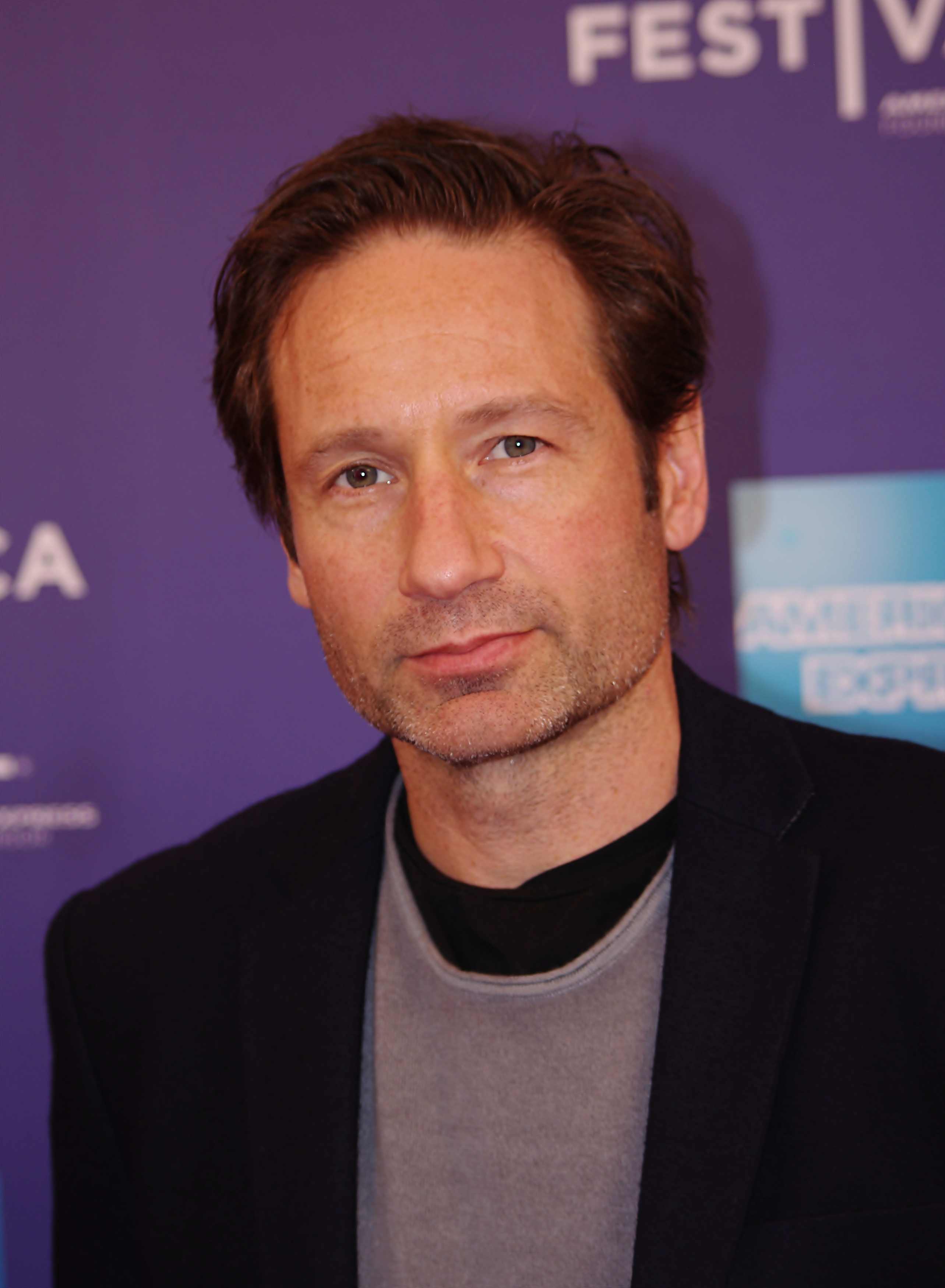
《快乐人生》由电视剧男主角大卫·杜考夫尼编剧并导演

《快乐人生》是男主角大卫·杜考夫尼独立完成编剧的第一集《档案》，此前他曾与剧集主创人克里斯·卡特一起开发第二季分集《殖民地球（上集）》（Colony）和《外星档案（上集）》（Anasazi），还与他人一起创作第三季分集《化身》（Avatar）和《追杀令》（Talitha Cumi）的剧本。第六季开播前，杜考夫尼对自己的创作能力尚无信心，对此他称：“我不敢肯定，心里没把握能否写好剧本……这都已经六年，我才把脑中的其中一个想法写出来”。1998年末，杜考夫尼终于鼓起勇气向卡特提出构想，后者同意让他参与第六季后期其中一集的剧本创作。
杜考夫尼和卡特好几年前就曾产生以棒球作为分集主题的设想。1998年马克·麦奎尔和萨米·索萨争夺美国职业棒球大联盟本垒打纪录期间，杜考夫尼在报纸看过到乔·鲍曼（Joe Bauman）的报导。鲍曼曾在1954年赛季打出创纪录的72个本垒打，但他从未参与大联盟比赛。杜考夫尼马上把为罗斯威尔火箭队（Roswell Rockets）效力的鲍曼同1947年罗斯威尔飞碟坠毁事件联系起来：“我当时就想……要是这家伙是外星人呢？然后就开始围绕构思创作。”他之后还称，故事发展就告“这些时间上有趣的巧合”推动。
傑基·羅賓森于20世纪40年代成为首位打入大联盟的黑人球员，杜考夫尼决定让剧中主角也像罗宾森一样是黑人，而且把时代背景设在棒球联盟打破种族隔离前。卡特在杜考夫尼完成的剧本初稿基础上加入关键元素，如外星赏金猎人和退役联邦调查局特工亚瑟·戴尔斯。杜考夫尼基本上是独立完成编剧工作，对此他深感自豪。节目标题源自改编成同名电影的小说《天生好手》（The Natural），片头字幕的宣传标语是双关语，既指双方交替攻守的球局，也指“开始之时”（In the begining，两个短语发音相同）

### 选角

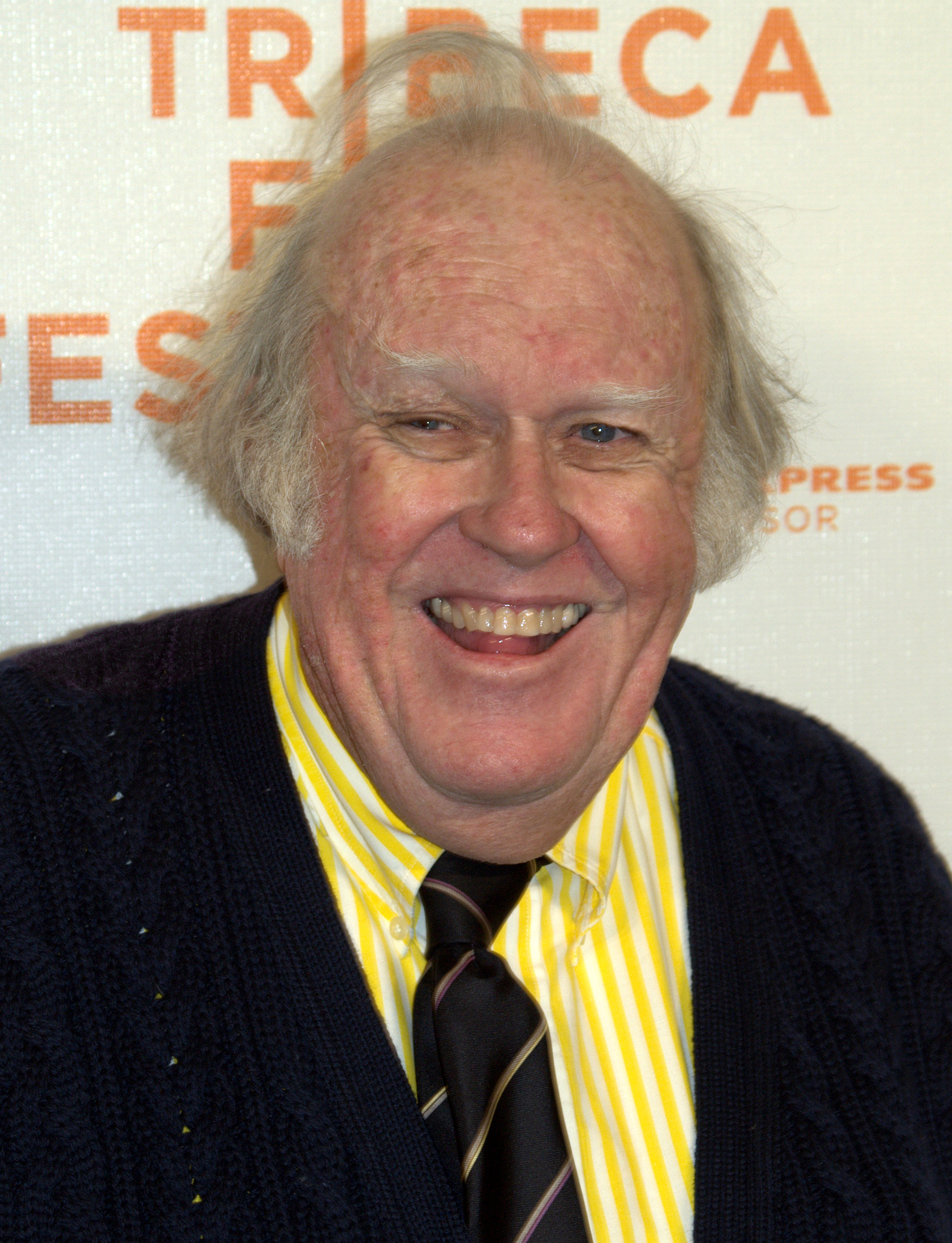
原定出演亚瑟·戴尔斯的达伦·麦克加文发生中风，所以由M·埃梅特·沃尔什（图）代替

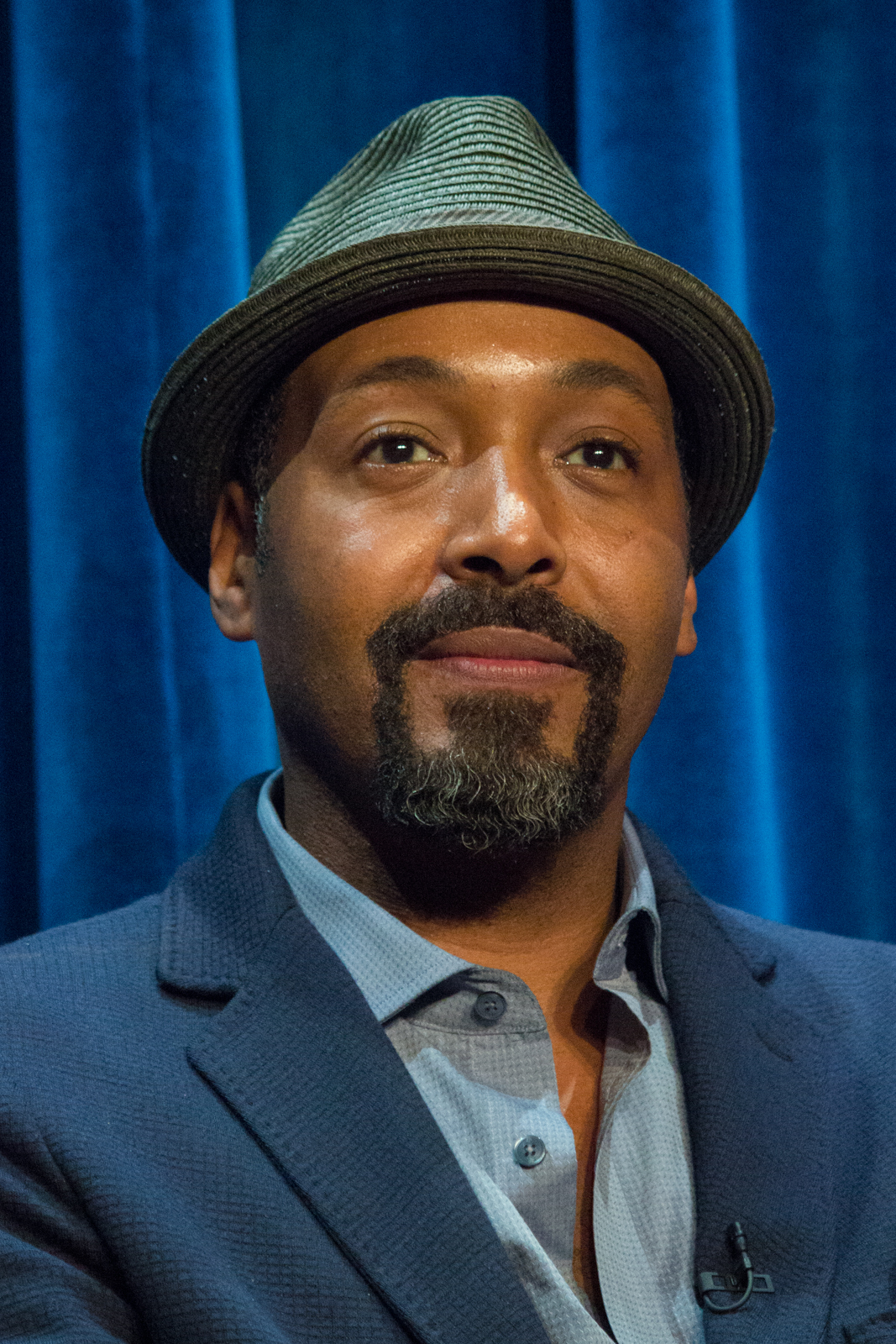
杰西·马丁（图）扮演埃克斯利

杰西·马丁（Jesse L. Martin）是出演埃克斯利的第一人选。杜考夫尼通过音乐剧《吉屋出租》首次看到马丁的演出，在福克斯律政剧情喜剧《艾莉的異想世界》中再度欣赏马丁的表演后，杜考夫尼认为他很适合扮演埃克斯利。不过，杜考夫尼也表示本集大部分配角都是常设角色，所以他参与的选角工作很少。
亚瑟·戴尔斯曾在《档案》第五季分集《旅人》（Travelers）和第六季的《世外桃源》（Agua Mala）亮相，由达伦·麦克加文（Darren McGavin）扮演。但麦克加文在《快乐人生》开拍两天后中风，杜考夫尼和制作人只能放弃他已经拍好的素材，改写剧本解释角色不在的原因，同时安排·埃梅特·沃尔什（M. Emmet Walsh）饰演戴尔斯。许多戴尔斯青年时期的镜头已经拍完，所以杜考夫尼只能让沃尔什的角色也叫亚瑟，再利用剧中两兄弟父母的古怪脾气让这样的安排显得合理。有两段麦克加文拍摄的镜头在剧中保留，分别是穆德询问戴尔斯是否所有伟大的棒球运动员都是外星人，以及戴尔斯为何加入联邦调查局的桥段。麦克加文之后顺利康复，他的其他镜头作为花絮在第六季的收录。另据执行制片人弗兰克·斯伯特尼（Frank Spotnitz）透露，《档案》几位制作人非常喜欢麦克加文在1972年电影《夜间狙击者》（The Night Stalker）和同名电视剧中的演出，所以对另找演员代替他出镜“深感难过”。
男演员弗雷德里克·林恩（Frederic Lane）曾在《旅人》诠释年轻时的戴尔斯，但因麦克加文中风离场，林恩也就改为扮演沃尔什角色的青年时期。洛杉矶道奇电台评述员文·斯卡利（Vin Scully）在《快乐人生》 中客串出演棒球评述员，起初剧组因预算不够无法请他出镜，但斯卡利后来同意免费客串。杜考夫尼的哥哥丹尼尔（Daniel Duchovny）也在本集亮相，饰演在替补席上起哄的棒球队员。

### 拍摄和后期制作
杜考夫尼在同卡特一起构想剧本期间就已确定成为《快乐人生》的导演，这也是他执导的第一集《档案》。本集绝大多数内容都是倒叙，穆德的戏份不多，所以杜考夫尼可以在前期制作投入大量时间，同时安德森也从繁忙的工作中得到稍许喘息。杜考夫尼之后对能通过《快乐人生》尝试执导十分感激，但节目拍摄期间的巨大压力也令他十分焦虑，所幸他对制作完成后的效果很满意。杜考夫尼事后表示，其实他当时完全不必背负如此大的压力，哪怕每天他只是到片场“流上24小时口水”，节目一样能拍出来。
《档案》前五季大多是在不列颠哥伦比亚省的温哥华取景，第六季开始转战洛杉矶。杰伊·利特尔顿球场（Jay Littleton Ballfield）是坐落在加利福尼亚州安大略的全木结构体育场，《快乐人生》中的罗斯威尔棒球场（Roswell Baseball Stadium）便是在此取景。制作人在当地媒体刊登广告，邀请节目粉丝穿上20世纪40年代风格服饰前去观看比赛。摄制期间，剧组还举办抽奖活动，向粉丝发放带有签名的《X档案：征服未来》电影家用媒体、原声带和海报。剧中穆德教斯嘉丽打棒球的场景是在洛杉矶切维厄特山公园（Cheviot Hills Park）摄制，此后《档案》第八季分集《对抗未来》（Three Words）和第九季分集《蝇王》（Lord of the Flies）都在此取景。
为制作剧中的棒球服，服装设计师克里斯汀·彼得斯（Christine Peters）前往好莱坞“运动长袍”（Sports Robe）服装店参观。发型设计部的丹娜·格林（Dena Green）精心剪裁演员头发，确保发型风格符合20世纪40年代特点。车辆协调员凯利·帕多维奇（Kelly Padovich）设法找来两辆1947年产福莱西宝客车，用于拍摄罗斯威尔棒球队在车上的镜头，剧中其他同时代汽车也是由帕多维奇协调。研究员李·史密斯（Lee Smith）与美国国家棒球名人堂合作，确保剧中涉及的统计信息准确无误。戴尔斯指给穆德看的彼得·罗斯巴德银行（Peter Rosebud Bank）完全是由道具部门搭建，财物管理员汤姆·戴（Tom Day）之后表示，这家银行是《档案》第六季中成本非常高的道具。为《档案》配乐的马克·斯诺（Mark Snow）同样给本集作曲，但录制过程不再像以前那样完全依赖合成器，而是同音乐家尼克·基戈（Nick Kirgo）和汤米·摩根（Tommy Morgan）合作完成。

## 主题

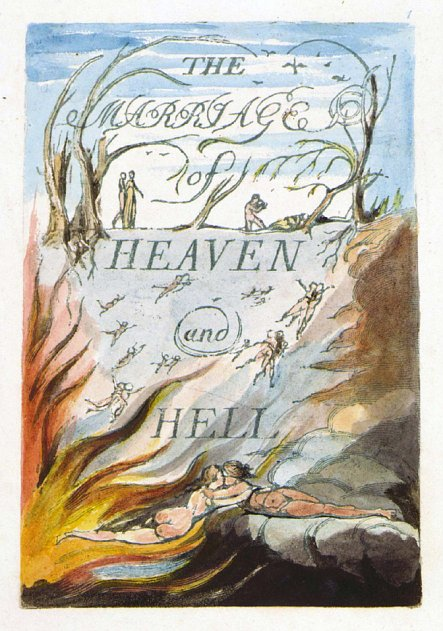
穆德与斯嘉丽辩论时引述威廉·布莱克18世纪著作《天堂与地狱的婚姻》（图）中的“地狱箴言”

节目开始后不久，穆德在同斯嘉丽辩论时引述威廉·布莱克18世纪著作《天堂与地狱的婚姻》（The Marriage of Heaven and Hell）中的“地狱箴言”：“离经叛道是通向智慧之宫的必由之路”。莎朗·杨（Sharon R. Yang）在2007年发表的论文中指出，穆德经常使用大量文学典故来为他在神秘领域孜孜不倦追寻真相的热忱辩护，主流学术权威往往对这些领域嗤之以鼻。罗伯特·希尔曼（Robert Shearman）和拉尔斯·皮尔森（Lars Pearson）在著作《希望相信：档案批判指南，千禧年与孤胆枪手》（Wanting to Believe: A Critical Guide to The X-Files, Millennium & The Lone Gunmen）中表示，《快乐人生》的结构类似童话，结尾埃克斯利虽然倒地死去，但流出的红色血液却表明他“成为人类”的愿望成真，所以仍然是典型的美好结局。此外，希尔曼和皮尔森还觉得剧中追本溯源的内容带给观众复杂感受，与《档案》粉丝每看一集的感觉异曲同工。
种族主义和种族隔离也是本集渗透始终的主题。萨拉·格温利安-琼斯（Sara Gwenllian-Jones）在著作《邪教电视》（Cult Television）中指出，《快乐人生》自始至终体现出黑人基本等同于外星人的理念，一定程度上来说都是“非我族类，其心必异”，永远都不能融入白人或人类社会。格温利安-琼斯特别指出戴尔斯夜间看到球队客车窗户上埃克斯利影子像是外星人的戏段，认为这就是典型的种族比较。在她看来，埃克斯利原本所属的外星人社会就存在种族隔离，来到地球后不过是换个环境，种族隔离的境遇不变。埃克斯利还在戴尔斯发现他的原型后表示，“我的同胞非常注重保护隐私，他们不希望我的同胞和你的同胞融为一体。”这句话与20世纪40年代美国社会的种族隔离心态基本相同。

## 播映和反响

### 收视成绩
《快乐人生》于1999年4月25日通过福克斯电视网在美国首播，再于同年7月4日通过天空第一台首度向英国播映。节目在美国共吸引1688万户观众收看，在4月25日这周播映的所有电视剧中排第17位。本集收获的尼尔森家庭收视比率为10.1/15，代表所有装有电视的家庭中有10.1%观看《快乐人生》，同时所有当时在看电视的观众则有15%选择本集（包括转台）。节目在英国共有87万观众收看，是天空第一台该周所有节目的收视亚军，仅次于《辛普森一家》。2002年11月5日，《快乐人生》与第六季其他分集一起发布。

### 评价
演员和其他剧组成员都对《快乐人生》感到满意。卡特认为杜考夫尼对《档案》有非常深刻的见解，并且把握机遇展现出“非常不一样的档案”，令整部电视剧更显灵活多样。安德森自称对杜考夫尼的剧本创作感到自豪，称赞他与人为善而且十分谦虚，总是竭力做到最好。
节目尚未播出，埃里克·明克（Eric Mink）就在《纽约每日新闻》发文，称本集“巧妙移植《档案》的经典故事元素和机智的自我嘲讽，令人耳目一新”。《列克星敦先驱领袖报》（Lexington Herald-Leader）同样给予好评，称赞节目巧妙的剧情设定，视觉上令人心旷神怡。莎拉·史帝高（Sarah Stegall）给节目打出满分，赞扬杜考夫尼“从两个角度剖析”偏执，还把《档案》的层层谜团与剧中的悲喜剧联系起来。史蒂高赞扬杜考夫尼的导演方式“新颖有趣”，还特别称赞剧中的时空转换场面，看起来仿佛摄影机穿过电视荧屏，对《档案》而言可谓绝妙的视觉隐喻。
（字面义为“神奇影院”）的宝拉·维塔里斯（Paula Vitaris）给出满星好评，对节目的叙事手法尤为满意：“《快乐人生》最重要的体现在于叙事的威力。我们无从确知戴尔斯所讲的故事是否真实，会不会只是落魄酒鬼的胡言乱语，但归根究底，这根本无关紧要。”梅丽莎·伦斯特伦（Melissa Runstrom）在《密歇根日报》（Michigan Daily）发文，赞扬《快乐人生》“充满魅力，自成一体”，只不过绝大多数笔墨都在聚焦人类处境，而非某种外星人的阴谋。汤姆·凯塞尼奇（Tom Kessenich）在2002年的著作中称赞杜考夫尼首次导演《档案》就有如此亮眼的表现，不但与第六季的整体幽默风格同步，还在剧情推进上更进一步，确保观众能够充分理解所有细节，观影过程堪称享受。
节目播出多年后，评论界依然青眼有加。希尔曼和皮尔森给予《快乐人生》满星好评，称赞本集是“令人赏心悦目的……滑稽寓言”。《影音俱乐部》的艾米丽·托德·范德沃夫（Emily Todd VanDerWerff）评分“–”（最高“+”），称节目成功的关键在于即便构想十分荒谬，却依然坚持以严肃认真的态度对待。不过，她批评剧中“粗野”的一面，以及过分依赖影视剧黑人角色往往要拥有某种神奇能力才会受到重视的刻板教条。整体而言，范德沃夫认可《快乐人生》的表现，认为节目成功体现出《档案》甜蜜、可爱而感人的一面。此外，她还认为马丁的演出“了不起”。杂志的辛西娅·福克斯（Cynthia Fuchs）称赞杜考夫尼首度执导的表现堪称杰出。
《快乐人生》播出后多次登上《档案》分集排行榜。凯塞尼奇2002年评选《档案》诞生以来最优秀的25集，本集排名第六。《温哥华太阳报》将《快乐人生》列入《档案》最佳独立分集名单，称赞剧中情节令人心碎。此外，穆德教斯嘉丽打棒球的桥段也颇受评论员青睐。希尔曼和皮尔森觉得这场戏让人觉得特别舒服，为伤感剧情增加温暖的光彩。《莫比尔登记报》（The Mobile Register）的让·赫尔姆斯（Jean Helms）评出最想在布里·夏普（Bree Sharp）歌曲《大卫·杜考夫尼》（David Duchovny）音乐视频中看到的十大《档案》片段，其中就有穆德教女主角打球的镜头。维塔里斯也认为这场戏“十分温馨”，拥有丰富的潜台词，在《档案》所有分集中都属于颇具魅力的结局。

### 脚注
1. 1 2 3  The X-Files: The Complete Sixth Season-DVD booklet.
2. ↑  The X-Files, Season 6-iTunes Store.
3. 1 2 3 4 5 6 7 8  Meisler (2000), pp. 253–61.
4. ↑  Hurwitz and Knowles (2008), pp. 236–40.
5. 1 2 3 4 5 6  Vitaris 2002，第54–55頁.
6. 1 2 3 4 5 6 7 8 9 10 11 12 13 14 15 16 17  Meisler (2000), pp. 262–63.
7. 1 2 3 4 5 6  Morris 2000.
8. 1 2 3  Hurwitz and Knowles (2008), p. 167.
9. 1 2  Meisler (1999), pp. 198–211.
10. ↑  Meisler (2000), pp. 170–80.
11. 1 2  The X-Files: The Complete Sixth Season-DVD.
12. ↑  Shapiro (2000), pp. 229–40.
13. 1 2  Weintraub 1999.
14. ↑  The Truth About Season Six-DVD.
15. ↑  Vitaris 1998，第27頁.
16. ↑  Fraga (2010), p. 84.
17. ↑  Fraga (2010), p. 82.
18. 1 2  Yang (2007), pp. xii–xiii.
19. 1 2 3 4  Shearman and Pearson (2010), pp. 184–85.
20. 1 2 3 4  Gwenllian-Jones (2004), pp. 136–38.
21. 1 2  Meisler (2000), p. 294.
22. ↑  Prime-Time Nielsen Ratings.
23. ↑  BARB's multichannel top 10 programmes.
24. ↑  The X-Files: The Complete Sixth Season.
25. ↑  Mink 1999.
26. ↑  X-Files Hits a Homer.
27. 1 2  Stegall 1999.
28. 1 2  Vitaris 1999，第26–42頁.
29. ↑  Runstrom 2002.
30. ↑  Kessenich (2002), p. 59.
31. 1 2 3  VanDerWerff 2012.
32. ↑  Fuchs 2005.
33. ↑  Kessenich (2002), p. 219.
34. ↑  A Look Back on Some of the Best Stand-Alone Episodes From the X-Files Series.
35. ↑  Helms 1999.

## 书目
- Fraga, Erica. . CreateSpace. 2010. ISBN 9781451503418.
- Gwenllian-Jones, Sara. . University of Minnesota Press. 2004. ISBN 9780816638314.
- Hurwitz, Matt; Knowles, Chris. . Insight Editions. 2008. ISBN 9781933784724.
- Kessenich, Tom. . Trafford Publishing. 2002  [2020-07-26]. ISBN 9781553698128.
- Meisler, Andy. . Harper Prism. 2000  [2020-07-26]. ISBN 9780061075957.
- Meisler, Andy. . HarperCollins. 1999  [2020-07-26]. ISBN 9780061073090.
- Shapiro, Marc. . Harper Prism. 2000  [2020-07-26]. ISBN 9780061076114.
- Shearman, Robert; Pearson, Lars. . Mad Norwegian Press. 2009. ISBN 9780975944691.
- Yang, Sharon R. . . Cambridge Scholars Publishing. 2007. ISBN 9781847182395.

### 杂志和报纸
- Vitaris, Paula. . Cinefantastique. 2002-04, 34 (2): 54–55.
- Weintraub, Joanne. . The Washington Times. 1999-09-08  [2020-07-26].
- Vitaris, Paula. . Cinefantastique. 1998-10, 30 (7/8): 27.
- . Associated Press Archive. Associated Press. 1999-04-27  [2020-07-26].
- Mink, Eric. . New York Daily News. 1999-04-23  [2020-07-27]. （原始内容存档于2018-02-19）.
- . Lexington Herald-Leader. 1999-04-30.
- Vitaris, Paula. . Cinefantastique. 1999-10, 31 (8): 26–42.
- Runstrom, Melissa. . The Michigan Daily. 2002-11-27  [2020-07-27]. （原始内容存档于2018-01-25）.
- Helms, Jean. . The Mobile Register. 1999-08-24  [2020-07-27].
- . The Vancouver Sun. 2008-07-25  [2016-03-03]. （原始内容存档于2016-03-03）.

### 网页和家用媒体
- . iTunes Store.   [2020-07-26]. （原始内容存档于2020-07-23）.
- Morris, Peter. . BBC News. 2000  [2012-09-28]. （原始内容存档于2012-09-28）.
- (booklet). Kim Manners, et al. Fox Home Entertainment.  [1998–99].
- Frank Spotnitz. . The X-Files: The Complete Sixth Season (DVD) (Fox Home Entertainment). 1999.
- Carter, Chris, Rabwin, Paul and Manners, Kim.  (DVD). 20th Century Fox Home Entertainment. 2000.
- . Broadcasters' Audience Research Board.   [2020-07-19]. （原始内容存档于2021-02-17）.说明：需在右侧从上至下依次选择“1999”年、（七月）、“28  - 4 ”（6月12日至7月4日），左侧选择Sky 1后点按钮。
- Kim Manners et al.  (DVD). 20th Century Fox Home Entertainment. 2002  [2020-07-26]. （原始内容存档于2021-03-08）.
- Stegall, Sarah. . The Munchkyn Zone. 1999  [2013-11-06]. （原始内容存档于2013-11-06）.
- VanDerWerff, Emily. . The A.V. Club. 2012-10-20  [2020-07-27]. （原始内容存档于2021-03-08）.
- Fuchs, Cynthia. . PopMatters. 2005-04-15  [2010-11-07]. （原始内容存档于2010-11-07）.